# I bastardi (film 1968)
I bastardi è un film del 1968, diretto da Duccio Tessari.

## Trama
Due fratellastri fuorilegge Jason e Adam si prendono cura della loro madre alcolizzata Martha, fino a quando Adam non ruba dei gioielli con l'aiuto dell'amante Karen. E Jason viene aggredito dai complici di Adam mentre é alla ricerca dei gioielli e per di più gli priva dei nervi della mano sinistra sempre su ordine di Adam per paura che possa vendicarsi e viene curato dalla padrona di una fattoria Barbara, diventando sua amante. Però Jason decide ugualmente di vendicarsi, e improvvisamente una scossa di terremoto distrugge la cittadina, alla fine Jason trova Karen uccisa e uccide Adam; ma Jason viene a sua volta ucciso dalla madre.

## Curiosità
- Rita Hayworth, in una delle sue ultime apparizioni prima del manifestarsi del morbo di Alzheimer, interpreta una ballerina alcolizzata: nella versione italiana è doppiata dalla grande attrice Andreina Pagnani.

## Distribuzione
Distribuito nei cinema italiani il 30 ottobre 1968, I bastardi ha incassato complessivamente 702.781.000 lire dell'epoca.